# Gallón

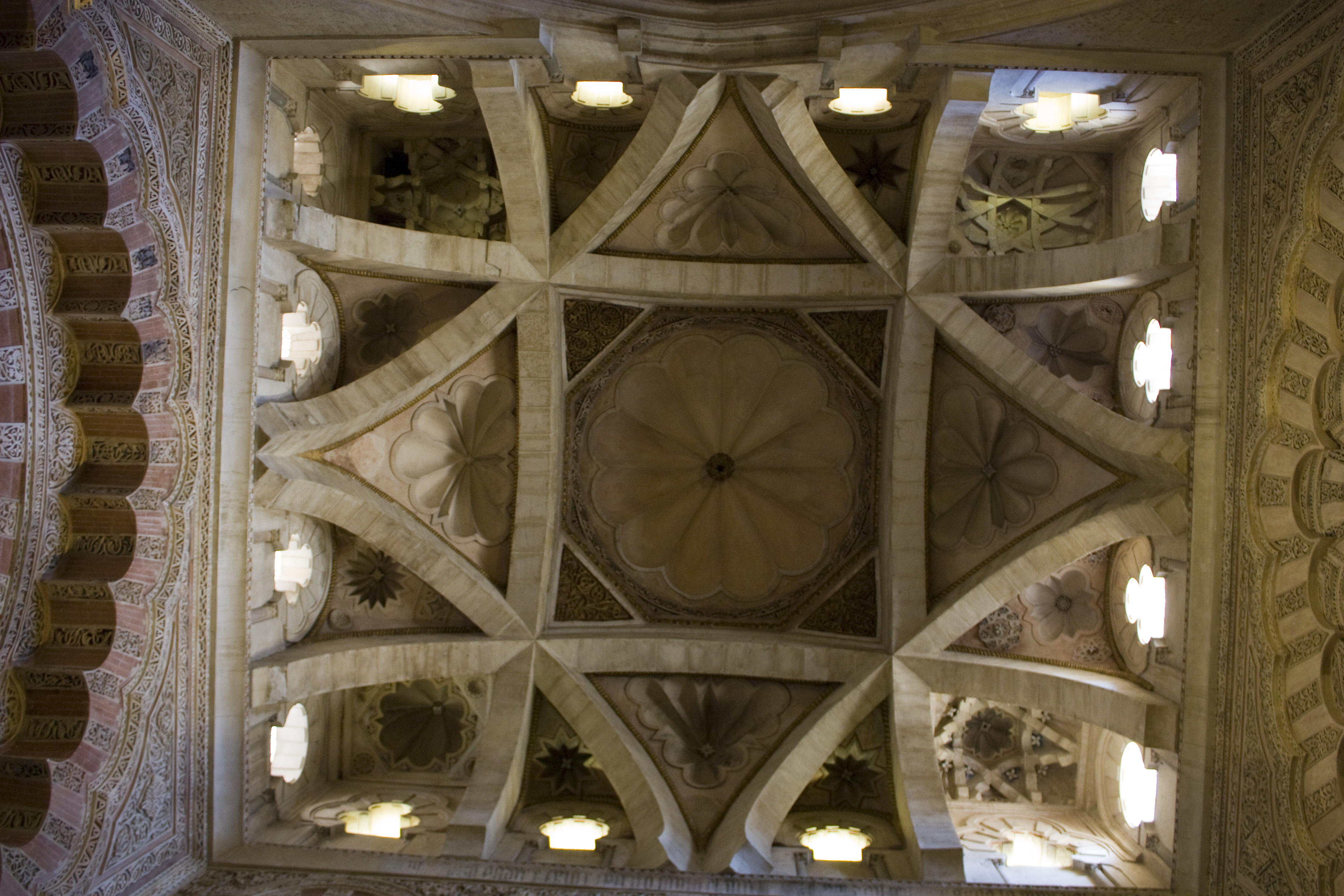
Gallones en la cúpula de la capilla de Villaviciosa de la mezquita-catedral de Córdoba

Un gallón es un elemento ornamental usado en arquitectura y artes decorativas. Tiene forma curva, correspondiente a un cuarto de huevo. En los elementos donde se coloca tiene forma saliente. Se suele emplear para decorar boceles y en piezas de orfebrería. En arquitectura suele emplearse en cúpulas, donde una yuxtaposición de estos elementos forma lo que se llama una cúpula de gallones.

## Definición
El término gallón —también nombrado en ocasiones «agallón»— deriva del latín galla, «agalla». En decoración arquitectónica designa un adorno de forma oval usado para decorar molduras. Se suele realizar en madera, piedra o yeso. En boceles y toros tiene forma de cuarto de huevo entre dos hojas y recuerda las uñas de gallo; en columna y otros elementos arquitectónicos suele ser más alargado. Su origen se encuentra en la arquitectura clásica: en Grecia decoraba capiteles, mientras que en Roma se usaba más en columnas y entablamentos. Se usó también en el Renacimiento, de forma similar a la romana, a veces adornado con hojas de acanto esculpidas. Posteriormente no ha sido muy utilizado.
También ha sido utilizado en el intradós de cúpulas, bóvedas y hornacinas como segmento cóncavo, rematado en redondo por su parte más ancha. Como tal fue usado sobre todo en el románico y en la arquitectura islámica andalusí, donde era parte constituyente de la llamada «bóveda califal», formada por una bóveda gallonada situada en el centro de una serie de nervios entrecruzados. En ocasiones, el conjunto de gallones podía imitar la forma de una concha o venera, por lo que recibía entonces el nombre de «bóveda avenerada».
Un gallón puede estar rodeado de hojas o follajes esculpidos, por lo que recibe entonces el nombre de «gallón floreado».
En artes decorativas se denomina gallón a las molduras que decoran superficies convexas, generalmente de forma abultada, ovalada o de gajo.